# Ficus trichopoda
Ficus trichopoda is een plantensoort uit de moerbeifamilie (Moraceae). Het is een struik of boom tot ongeveer 10 meter hoog. De boom heeft vaak steltwortels die de takken ondersteunen. De bladeren zijn leerachtig en de bladvorm is breed ovaal tot elliptisch. De vijgen groeien met tot vier samen in de bladoksels. De soort staat op de Rode Lijst van de IUCN geklasseerd als 'niet bedreigd'.
De soort komt voor in tropisch en zuidelijk Afrika en op Madagaskar. Hij groeit daar in moerasbossen, langs rivierbanken en in moerassige graslanden.

## Synoniemen
- Ficus budduensis Hutch.
- Ficus congensis Engl.
- Ficus congensis var. mollis Hutch.
- Ficus flavovenia Warb.
- Ficus hippopotami Gerstner
- Ficus zuvalensis Sim